# لیشسانی (ناحیه پلزن-شمالی)
لیشسانی (به چکی: Líšťany) یک منطقهٔ مسکونی در جمهوری چک است که در ناحیه پلزن-شمالی واقع شده‌است. لیشسانی ۳۶٫۷۵ کیلومتر مربع مساحت و ۶۲۸ نفر جمعیت دارد و ۴۵۸ متر بالاتر از سطح دریا واقع شده‌است.